# العلاقات الرواندية الميانمارية
العلاقات الرواندية الميانمارية هي العلاقات الثنائية التي تجمع بين رواندا وميانمار.

## مقارنة بين البلدين
هذه مقارنة عامة ومرجعية للدولتين:
| وجه المقارنة                                              | رواندا                                        | ميانمار          |
| --------------------------------------------------------- | --------------------------------------------- | ---------------- |
| المساحة (كم2)                                             | 26.34 ألف                                     | 676.58 ألف       |
| عدد السكان (نسمة)                                         | 12.21 مليون                                   | 53.37 مليون      |
| الكثافة السكانية (ن./كم²)                                 | 463.55                                        | 78.88            |
| العاصمة                                                   | كيغالي                                        | نايبيداو، يانغون |
| اللغة الرسمية                                             | اللغة الكينيارواندا، لغة إنجليزية، لغة فرنسية | اللغة البورمية   |
| العملة                                                    | فرنك رواندي                                   | كيات ميانماري    |
| الناتج المحلي الإجمالي (بليون دولار)                      | 9.14 مليار                                    | 69.32 مليار      |
| الناتج المحلي الإجمالي (تعادل القوة الشرائية) بليون دولار | 20.46 مليار                                   | 282.95 مليار     |
| الناتج المحلي الإجمالي الاسمي للفرد دولار أمريكي          | 697                                           | 1.16 ألف         |
| الناتج المحلي الإجمالي للفرد دولار أمريكي                 | 1.66 ألف                                      |                  |
| مؤشر التنمية البشرية                                      | 0.483                                         | 0.536            |
| رمز المكالمات الدولي                                      | +250                                          | +95              |
| رمز الإنترنت                                              | .rw                                           | .mm              |
| المنطقة الزمنية                                           | ت ع م+02:00                                   | ت ع م+06:30      |

## منظمات دولية مشتركة
يشترك البلدان في عضوية مجموعة من المنظمات الدولية، منها:
| علم المنظمة | اسم المنظمة                        | تاريخ انضمام رواندا | تاريخ انضمام ميانمار |
| ----------- | ---------------------------------- | ------------------- | -------------------- |
|             | مؤسسة التنمية الدولية              | 30 سبتمبر 1963      | 5 نوفمبر 1962        |
|             | يونسكو                             | 7 نوفمبر 1962       | 27 يونيو 1949        |
|             | مؤسسة التمويل الدولية              | 6 نوفمبر 1975       | 3 ديسمبر 1956        |
|             | منظمة حظر الأسلحة الكيميائية       | ?                   | ?                    |
|             | الأمم المتحدة                      | 18 سبتمبر 1962      | 19 أبريل 1948        |
|             | الاتحاد الدولي للاتصالات           | 12 ديسمبر 1962      | 15 سبتمبر 1937       |
|             | منظمة الشرطة الجنائية الدولية      | ?                   | ?                    |
|             | البنك الدولي للإنشاء والتعمير      | 30 سبتمبر 1963      | 3 يناير 1952         |
|             | الاتحاد البريدي العالمي            | ?                   | ?                    |
|             | وكالة ضمان الاستثمار متعدد الأطراف | 27 سبتمبر 2002      | 16 ديسمبر 2013       |
|             | منظمة التجارة العالمية             | ?                   | ?                    |

## وصلات خارجية
- موقع وزارة الخارجية الرواندية
- موقع وزارة الخارجية الميانمارية